# Kruh
 Ovo je glavno značenje pojma Kruh. Za druga značenja pogledajte Kruh (razdvojba).
Kruh je proizvod koji se dobiva miješanjem brašna s vodom, mlijekom, sirutkom, ili nekom drugom tekućinom uz dodatak kuhinjske soli ili šećera, masnoća, jaja i sredstva za dizanje tijesta.
Izrađuje se od različitih tipova brašna. 

Pšenično brašno tip 500 koristi se za bijeli kruh, tip 850 za polubijeli i tip 1100 za crni kruh, a koristi se još i pšenična prekrupa za graham kruh i raženo brašno tip 750, tip 950 i tip 1250 za svijetli i tamni raženi kruh.
Kruh može biti i kukuruzni, heljdin, i specijalni.
U Hrvatskoj se do sveopćeg porasta standarda u drugoj polovici 20. stoljeća, u krajevima koji nisu imali velikih žitorodnih površina, u krušne smjese dodavalo i brašno od drugih biljaka, primjerice rogača, a dodavao se i hrastov žir. Kruh od žirova česmine pripremali su stanovnici Šolte, Molata, Velog Iža. U Norveškoj i Švedskoj pripremao se kruh od žirovog brašna, u Makedoniji su siromašni sve do Prvog svjetskog rata pripremali kruh od žira ("želadov hleb"), a u Italiji su se za krušno brašno upotrebljavali žirovi česmine, hrasta sladuna i lužnjaka. U Ukrajini se brašno žitarica miješalo brašnom od žira.

## Povijest
Prvi su kruh, i to od pšenice i ječma, pekli Egipćani 1500 godina pr. Kr., vjerojatno je bio beskvasni i zapravo pogača od brašna, soli, koja se pekla u žeravici i pod pepelom u peći, na što upućuju slike na zidovima grobnica i zapisi starih Egipćana. Kruh su pekli u najrazličitijim oblicima, često u obliku životinja ili ljudi, jer su služili za vjerske ili magijske potrebe i posipali ga raznim sjemenkama (često kimom).
U antička vremena uz omiljene kaše, kruh je također bio dobro dobro poznat. Stari Grci su 70% svoje energije dobivali iz žitarica, a robovi su svakodnevno pekli i kruh. Hipokrat je već onda upozoravao da moramo paziti što jedemo i kako nije svejedno da li jedemo bijeli ili crni kruh, a Celsus je pisao kako kruh sadrži više hranjivih sastojaka nego bilo koja druga hrana.
Rimljanima je kruh bio također jedna od najvažnijih namirnica, ondašnji pekari su za aristokrate morali za svako jelo poslužiti odgovarajuću vrstu kruha, pekli su lepinje posute makom, lovorom, bademima, krušćiće sa sirom, maslinama, a osobito su bili omiljeni oni sa začinskim biljem poput peršina ili vlasca.
Rimske vojnike nazivalo se "žderačima kruha", jer su dobivali kilogram kruha dnevno.
U ranom Srednjem vijeku uzašli kruh se uglavnom nije pekao u pećima, jer njih su imali samostani i vlastela. Kruh se pekao od žitarica bez dovoljno glutena poput zobi, ječma i raži, koji se teško dizao i bio je vrlo taman.
Kruh pripremljen od bijelog brašna bio je privilegija bogatih, a raženi su dobivali zatvorenici, kojeg su ponekad jeli fratri kako bi pokazali svoju poniznost, a status se procjenjivao po boji kruha, bijeli su jeli oni na vrhu društvene ljestvice, a oni na dnu, crni kruh.
U Crkvi se otada pripremala i hostija, beskvasni kruh načinjen od najfinijeg bijelog pšeničnog brašna, kao jedinog sastojka, a u crkvenoj liturgiji prilikom euharistijskog slavlja taj se kruh posvećuje te kršćani vjeruju da postaje tijelo Kristovo.
Kruh je važna biblijska tema i pretpostavlja se da je za Posljednju večeru poslužen beskvasni kruh,  vino, zdjelice sa začinskim biljem, voće, odnosno sve u skladu s ondašnjim pashalnim židovskim običajima. A ranokršćanske pogače također su bile okrugle, s urezanim križem.  U Katoličkoj crkvi kruh je svet i predstavlja vječni život, u sublimiranom obliku pokazuje prisutnost Boga u svakodnevnom životu i redovito se spominje u molitvi: "Kruh naš svagdanji daj nam danas..."
Devetnaesto stoljeće je bila značajna prekretnica u prehrani stanovništva Europe, jer je započela masovna proizvodnja bijelog brašna,  a svi nedostatci bijelog kruha kao simbola blagostanja i gospodstva pokazat će se tek u 20. stoljeću.

## Zanimjivost
Hrvatski primorski krajevi, posebice južni, kao i neposredno zaleđe, poznati su kao veliki korisnici kruha, po čemu su u svjetskom vrhu. Po tome su Hrvati iz tih krajeva i poznati u svijetu. Sukladno tome, u hrvatskim restoranima u tim krajevima, kruh se nije posebno naplaćivao, nego ga se već narezanog, stavljalo u do preko vrha napunjene košarice za kruh, kao redovni prilog na stolu, skupa sa solju, paprom.

## Vanjske poveznice
- 3 stvari koje se događaju kada prestanete jesti kruh
- Kako su stari Izraleci pekli kruh? (eng.)
- Pekarski proizvodi Hrvatska tehnička enciklopedija, portal hrvatske tehničke baštine. LZMK